# Isabel Röskau-Rydel
Isabel Röskau-Rydel (* 1959 in Bochum) ist eine deutsche Osteuropahistorikerin.

## Leben
Röskau-Rydel studierte Geschichte Ost- und Südosteuropas, Slawistik und Baltologie und wurde 1992 bei Horst Glassl an der  Ludwig-Maximilians-Universität München mit der Dissertation Kultur an der Peripherie des Habsburgerreiches zum Dr. phil. promoviert. Danach arbeitete sie im Deutschen Generalkonsulat in Krakau; später war sie als Übersetzerin tätig. Ihre Habilitationsschrift (2002) erhielt den Wacław-Felczak-und-Henryk-Wereszycki-Preis. 2005 wurde sie wissenschaftliche Mitarbeiterin am Institut für Neuphilologie und an der Forschungsstelle für die Geschichte und Kultur ethnischer und nationaler Minderheiten des Historischen Instituts der Pädagogischen Universität Krakau. Seit 1993 ist sie Vorstandsmitglied des Polnisch-Deutschen Zentrums in Krakau.

## Schriften (Auswahl)
- Kultur an der Peripherie des Habsburger Reiches. Die Geschichte des Bildungswesens und der kulturellen Einrichtungen in Lemberg von 1772 bis 1848. Harrassowitz Verlag, Wiesbaden 1993, ISBN 3-447-03423-8.
- Hrsg.: Deutsche Geschichte im Osten Europas. Teil: Galizien. Siedler, Berlin 1999, ISBN 3-88680-206-0.
- Hrsg. mit Markus Krzoska: Stadtleben und Nationalität. Ausgewählte Beiträge zur Stadtgeschichtsforschung in Ostmitteleuropa im 19. und 20. Jahrhundert (= Polono-Germanica. Band 1). Martin Meidenbauer, München 2006, ISBN 978-3-89975-081-2.
- Hrsg. mit Markus Krzoska: Identitäten und Alteritäten der Deutschen in Polen in historisch-komparatistischer Perspektive (= Polono-Germanica. Band 2). Martin Meidenbauer, München 2007, ISBN 978-3-89975-107-9.
- Niemiecko-austriackie rodziny urzędnicze w Galicji 1772–1918. Kariery zawodowe – środowisko – akulturacja i asymilacja. Wydawnictwo Naukowe Uniwersytetu Pedagogicznego, Krakau 2011, ISBN 978-83-7271-665-1.